# Liftier
Un liftier est une personne affectée à un ascenseur et à son fonctionnement. Elle accueille les utilisateurs en les saluant et, sur leur indication, actionne un levier faisant partir la machine. Il doit ensuite arrêter la machine lui-même à l'étage à atteindre. 
On ne le rencontrait que dans les établissements luxueux, par exemple dans les grands hôtels ou parfois comme cabiniers pour accompagner les touristes lors de visites panoramiques comme dans les ascenseurs de la tour Eiffel.
La fonction peut y être assurée par un groom, un employé qui assure d'autres fonctions d'intendance telles que le transport des bagages jusqu'aux chambres.